# Simon H. Fell
Simon H. Fell (* 13. Januar 1959 in Dewsbury; † 28. Juni 2020) war ein britischer Kontrabassist und Komponist; er ist vor allem bekannt für seine Arbeit als freier Improvisationsmusiker und als Komponist komplexer post-serialistischer Werke.

## Leben und Wirken
Fell begann 1973 auf dem Kontrabass zu spielen. Von 1978 bis 1981 studierte er Englische Literatur am Fitzwilliam College der Cambridge University, und hat daher Verbindungen zu vielen Dichtern, die mit der Cambridge-Szene in Verbindung gebracht werden (ein späteres Werk, Music for 10(0) beinhaltet Vertonungen von Texten des Dichters und Musikjournalisten Ben Watson).
Kurz nach seinem Abschluss an der Cambridge University 1984 begann Fell mit der Herausgabe von Soloalben und erhielt dabei mehrere Stipendien des Arts Council (und anderer Institutionen), um sein Musikstudium fortzusetzen. Er improvisierte zunächst in einem Trio mit Schlagzeuger Paul Hession und Saxophonist Alan Wilkinson, das noch am Free Jazz orientiert war und mehrere Tonträger veröffentlichte, darunter Bogey’s und das einzige Studioalbum der Gruppe, foom! foom! foom!. Ihre klanglich extremste Aussage war jedoch The Horrors of Darmstadt, das 1994 bei Shock veröffentlicht wurde. (Der Titel ist ein sarkastisches Zitat eines BBC-Ansagers über die zeitweiligen Darmstädter Dogmen serieller Musik.)
Weitere Gruppen, in denen Fell Mitglied war, sind das Trio Badland (unter der Leitung des Saxophonisten Simon Rose mit zunächst Mark Sanders, später Steve Noble am Schlagzeug), das improvisierende Streich+Percussion-Ensemble ZFP (mit Carlos Zingaro, Marcio Mattos und Mark Sanders) und SFQ, ein Quartett/Quintett mit wechselnder Zusammensetzung, in der der Klarinettist Alex Ward eine Konstante war. (Fells 2001er Version seiner 70-minütigen SFQ-Komposition Thirteen Rectangles wurde zweimal von der BBC ausgestrahlt und anschließend für den Preis „Best New Work“ bei den 2002 BBC Jazz Awards nominiert).
Im Trio IST (mit Rhodri Davies und Mark Wastell) gehörte er zu den wegweisenden Gruppen bei der Entwicklung der ultra-leisen Ästhetik, wie sie die elektroakustische Improvisation auszeichnet. Fell spielte auch in vielen anderen Ensembles, darunter dem London Improvisers Orchestra und der Company Week von Derek Bailey.
Fell durchquerte in seinen Werken drei Musikwelten, die Neue Musik der Klassik, den Jazz und die freie Improvisation; das entstehende Hybrid nannte er fourth stream. Unter dem Titel Compilation startete er eine Serie von Kompositionen (bisher wurden vier solcher Projekte veröffentlicht). Neben professionellen Improvisatoren wie Evan Parker und John Butcher setzte Fell bei der Realisierung dieser Stücke oft bewusst weniger erfahrene Musiker ein. Zwischen 1998 und 2004 verfasste er zudem zahlreiche Kompositionen für The London Improvisers Orchestra (Papers, Happy Families, Köln Klang, Ellington 100 (Strayhorn 85), Morton's Mobile, Too Busy und Three Mondrians).
Weitere Kompositionen sind etwa
- Kaleidozyklen, ein 60-minütiges Stück für improvisierenden Kontrabassisten und Orchester (2000)
- Thirteen New Inventions, für Klavier (beauftragt von Philip Thomas) (2005)
- Positions & Descriptions (for 18 musicians & prerecorded materials), das beim Huddersfield Contemporary Music Festival 2007 uraufgeführt wurde
- The Ragging of Time (für Sextett), das beim Marsden Jazz Festival 2014 uraufgeführt wurde.[5]

## Diskographische Hinweise
- Hession/Wilkinson/Fell + Joe Morris: Registered Firm (Incus 1998)
- IST: Consequences (Of Time and Place) (Confront 1997)
- Lol Coxhill/George Haslam/Paul Hession/Paul Rutherford/Simon Fell Termite One (Bruce's Fingers CD 2000)
- Brötzmann/Wilkinson Quartet: One Night in Burmantofts (Bo'Weavil CD 2007)
- Chris Burn / Philip Thomas / Simon H. Fell: The Middle Distance (Another Timbre  2010)
- IST: Berlin (Confront 2013)
- Paul Hession / Simon H. Fell: Reconstructed Fragments (Bruce's Fingers, 2020)